# Anthreptes orientalis
Anthreptes orientalis là một loài chim trong họ Nectariniidae.